# 亞沙爾塔區
46°20′N 42°16′E / 46.333°N 42.267°E
亞沙爾塔區（俄语：Яшалтинский район），是俄羅斯的一個區，位於該國西南部，由卡爾梅克共和國負責管轄，始建於1938年，面積2,415.8平方公里，2010年人口17,178，人口密度每平方公里7.11人。